# Vialfrè
Vialfrè est une commune italienne de la ville métropolitaine de Turin dans la région Piémont en Italie.

## Administration
| Période                                  | Période  | Identité       | Étiquette | Qualité |
| ---------------------------------------- | -------- | -------------- | --------- | ------- |
| 14 juin 2004                             | En cours | Giovanni Berno | civica    |         |
| Les données manquantes sont à compléter. |          |                |           |         |

### Communes limitrophes
San Martino Canavese, Scarmagno, Agliè, Cuceglio